# Sorbon
Sorbon is een gemeente in het Franse departement Ardennes (regio Grand Est) en telt 204 inwoners (2004). De plaats maakt deel uit van het arrondissement Rethel.

## Geografie
De oppervlakte van Sorbon bedraagt 14,0 km², de bevolkingsdichtheid is 14,6 inwoners per km².
De onderstaande kaart toont de ligging van Sorbon met de belangrijkste infrastructuur en aangrenzende gemeenten.

## Demografie
Onderstaande figuur toont het verloop van het inwonertal (bron: INSEE-tellingen).

Vanwege een beveiligingsprobleem met de MediaWiki Graph-software is het momenteel niet mogelijk deze grafiek weer te geven. Zodra de software is bijgewerkt zal de grafiek vanzelf weer zichtbaar worden.

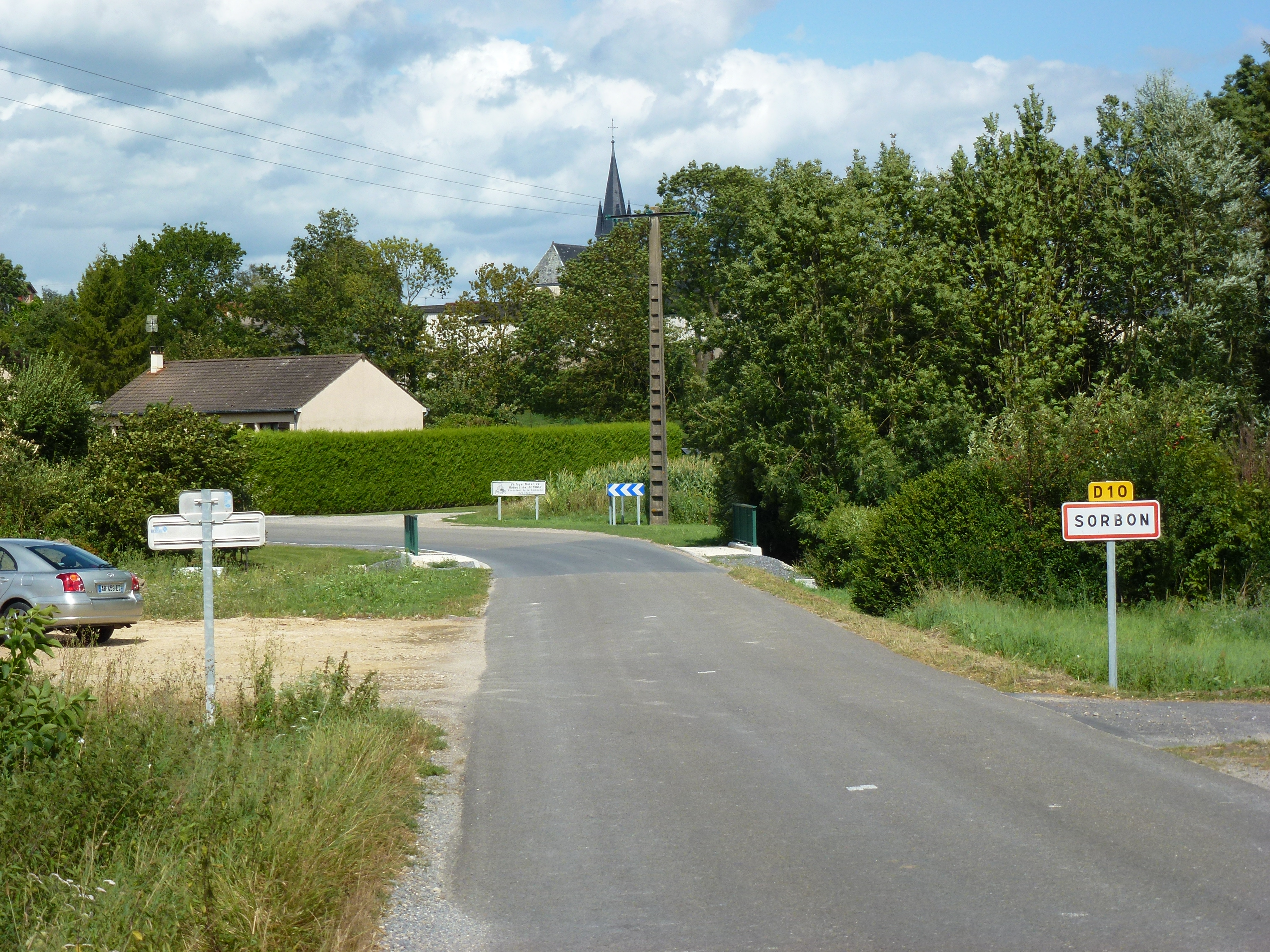
Entree van Sorbon
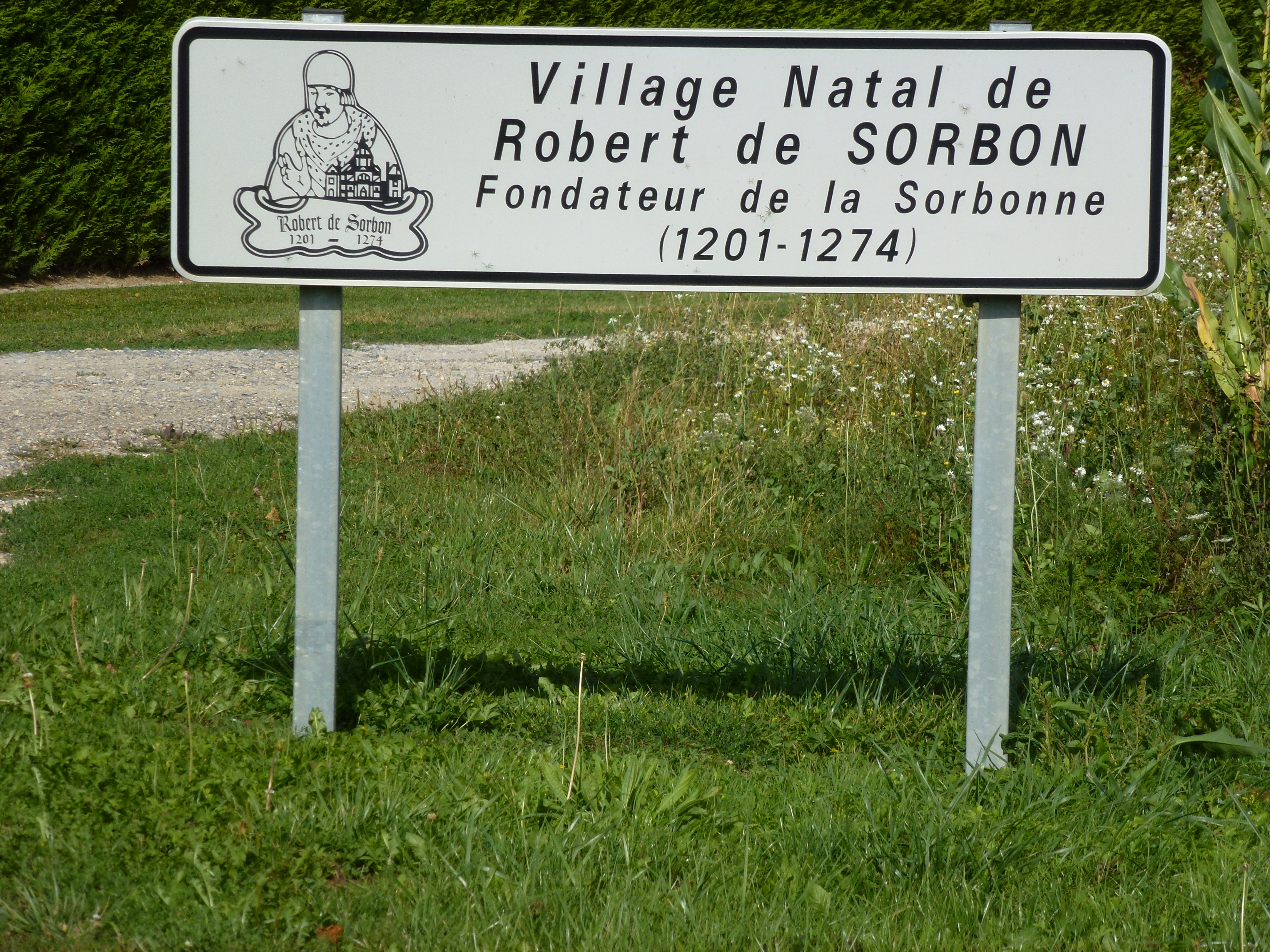
De stichter van de Sorbonne is geboren in Sorbon
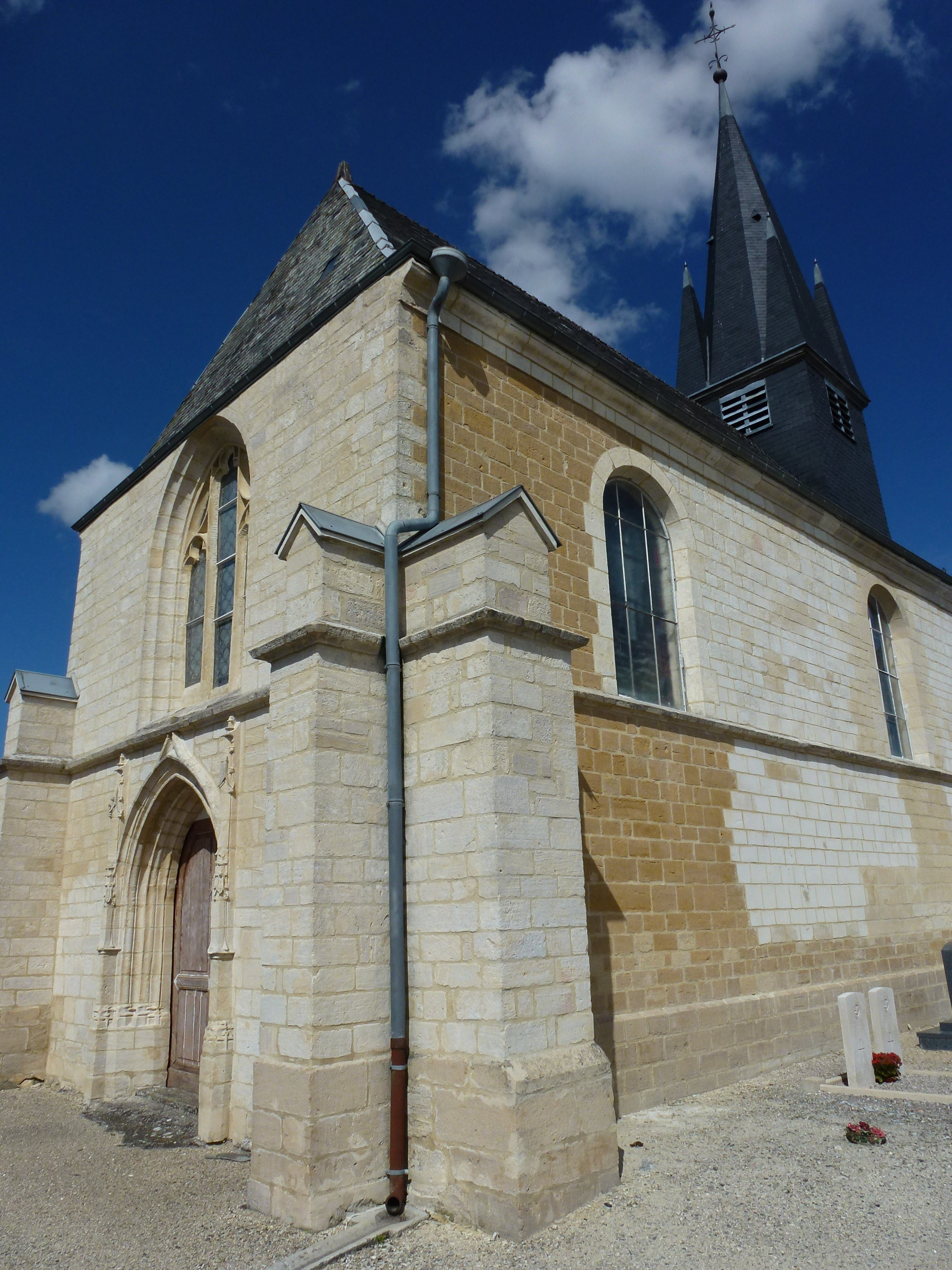
Kerk